# بانکداری

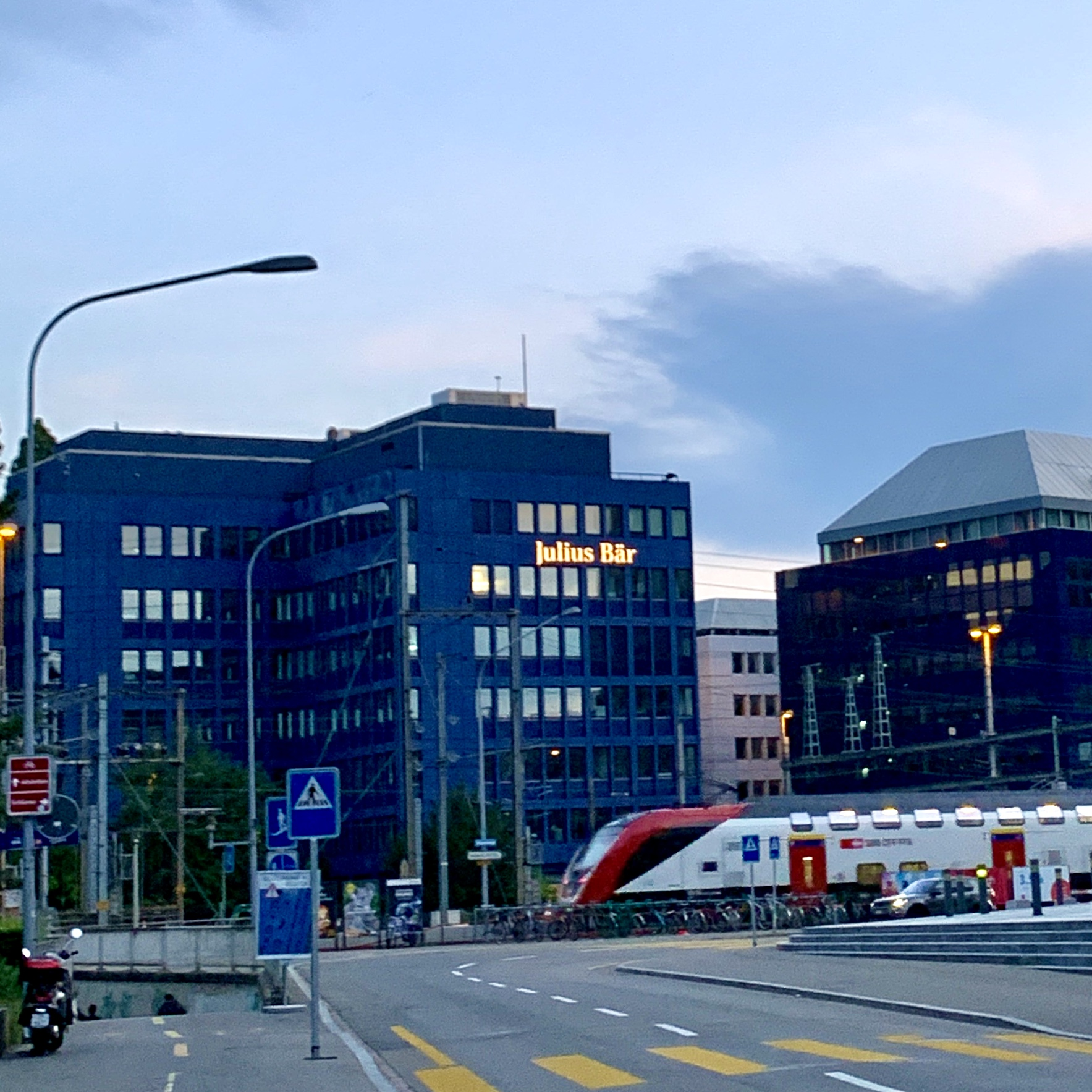
بانک ژولیوس بار. یک بانک خصوصی سوئیسی است که دفتر مرکزی آن در زوریخ می‌باشد. در بین بانک‌های سوئیسی دارای رتبه سوم است.

بانک‌داری به مدیریت تجهیز و تخصیص منابع در بازار پول گفته می‌شود. مجموعه‌ای از فعالیت‌ها در عملیات بانکی، شامل سیاست‌گذاری و برنامه‌ریزی و سازماندهی و اجرا، نظام بانک‌داری نام دارد.

## پیشینه
کهن‌ترین شکل بانک‌داری مربوط به میانرودان است که در آنجا یهودیان عهده‌دار امور بانکداری بوده‌اند. مدارکی از این ناحیه به دست آمده‌است که کاملاً حکم چک را دارند. واژهٔ «بانک» نیز در آن زمان به کار می‌رفته‌است و واژهٔ «چک» نیز از آن روزگار تا به امروز باقی مانده‌است. اگر فرم درست چک که همان بدهی خود بانک به وجه را در نظر بگیریم از ایالات متّحده و در اوج رواج وام خرید واحد مسکونی رواج یافته‌است.

## تاریخچه بانکداری مدرن
ریشه بانکداری به معنای امروزی این کلمه، می‌توان در دوره رنسانس ایتالیا و در شهرهای ثروتمند آن در شمال مانند فلورانس، ونیس و ژنووا یافت. خانواده‌های باردی و پروزی در ۴ میلادی بانکداری را در فلورانس با توزیع شعبات در بسیاری از بخش‌های دیگر اروپا گسترش دادند؛ و شاید مشهورترین بانک ایتالیا، بانک medici، باشد که توسط جیووانی مدیسی در سال ۱۳۹۷ میلادی تأسیس شد. اولین بانک سرمایه‌گذاری ایالتی شناخته شد، بانک سنت جورج (به ایتالیایی: Banco di san Giorgio) در ژنووا ایتالیا در سال ۱۴۰۷، تأسیس شد. پیش از آن نیز هلندی‌ها در مناطق استراتژیک مثل بازارها ویا اسکله‌های بنادر، چیزی شبیه پیت حلبی را وارونه روی زمین می‌گذاشتند که به آن بانک گفته می‌شد و با دریافت مبالغی یا پول خارجی را به حساب مشتری می‌گذاشتند و خود را بدهکار بازار می‌کردند یا پول پرداخت می‌کردند تا هموطنانشان به خارج رفته تجارت کنند.
در ایران هم شواهد و مدارکی وجود دارد که از زمان هخامنشیان، سبک صرفی وجود داشته که نظیر بانکداری امروزی بوده‌است.
به این ترتیب که شاه در هر ولایت شخصی را صرف دریافت امانات پولی قرار می‌داده. امروزه دیگر نه پیت حلبی و نه خود شخص طرف حساب دیگران نیستند.